# Кохановский, Андрей
Андрей Кохановский (укр. Андрій Кохановський; род. 11 января 1968) — советский и украинский легкоатлет, специалист по метанию диска. Выступал за сборные СССР и Украины по лёгкой атлетике в конце 1980-х — середине 1990-х годов, призёр первенств национального значения, участник летних Олимпийских игр в Атланте. Работает тренером по лёгкой атлетике в США.

## Биография
Андрей Кохановский родился 11 января 1968 года. Занимался лёгкой атлетикой в Днепропетровске под руководством Светланы Ефимовны Жилиной, представлял Украинскую ССР.
Выступал на соревнованиях национального уровня начиная с 1985 года.
В 1989 году завоевал бронзовую медаль на чемпионате СССР в Горьком, уступив в метании диска только Вячеславу Демакову из Челябинска и Игорю Дугинцу из Ленинграда. Попав в состав советской сборной, выступил на Универсиаде в Дуйсбурге, где с результатом 58,04 стал седьмым.
В 1991 году был девятым на Универсиаде в Шеффилде.
В мае 1992 года на турнире в Киеве установил свой личный рекорд в метании диска — 65,66 метра.
После распада Советского Союза Кохановский остался действующим спортсменом и продолжил принимать участие в международных соревнованиях в составе украинской национальной сборной. Так, в 1993 году он представлял Украину на Универсиаде в Буффало, где метнул диск на 60,92 метра и стал шестым.
Впоследствии постоянно проживал и выступал в США, представлял легкоатлетическую команду Абилинского христианского университета из Техаса.
Благодаря череде удачных выступлений удостоился права защищать честь страны на летних Олимпийских играх 1996 года в Атланте — в программе метания диска на предварительном квалификационном этапе показал результат 57,90 метра, чего оказалось недостаточно для выхода в финал.
Завершил спортивную карьеру по окончании сезона 1999 года.
Работал тренером в легкоатлетической команде Канзасского университета, подготовил нескольких титулованных спортсменов мирового уровня, среди них австралиец Митчелл Купер, белорус Глеб Дударев, молдаванка Александра Емельянова и др.